# Шуллюктепа
Шуллюктепа (узб. Shilliqtepa, Шуллуктепа — «холм с пиявками») — городище, крупный археологический памятник в Узбекистане. Представляет собой остатки средневекового столичного города Каршинского оазиса — Насаф. Является известным в своём регионе памятником.

## Описание
Известно, что в результате военных столкновений Тюрко-сасанидским союзом и Эфталитским государством, в 562—564 годах десятки городов Каршинского оазиса, такие как Еркурган, Калъаи Зохаки Морон, Ялпактепа, Таллисортепа и многие другие, были полностью уничтожены.
Среди них была и крепость на месте Шуллюктепа. После войн между Тюрко-сасанидским союзом и Эфталитским государством, в течение двух-трех десятилетий отдельные из них, в том числе и город на месте Шуллюктепа постепенно был восстановлен. Затем как наследник Еркургана (Никшапайа-Нахшаб) он получил статус столичного города с называнием Нахшаб, который позже арабы переименовали в Насаф. Город часто упоминаются в рукописях средневековых ученых и географов.
Городище находится на расстоянии 5—6 км к северо-западу от современного города Карши, и в 2,5-3 км к юго-западу от городища Еркурган. Основная часть памятника расположена на левом берегу реки Кашкадарьи, в черте большой излучине. Прямо по ей центру находится большая, двухступенчатая цитадель (арк) размерами 110×60 м высотой около 28 м. Вокруг цитадели располагался шахристан (медина) подпрямоугольной формы, размерами 450×350 м. В стенах шахристана прослеживаются следы четырех ворот, вокруг шахристана вся остальная часть излучины занята развалинами густо застроенного рабада.
В 1965 году городище частично было изучено археологической группой кафедры археологии Ташкентского Государственного университета во главе академиком М. Е. Массоном. Первые археологические раскопки объекта проводились в 70-годы XX века года сотрудником Института археологии Академии наук Узбекистана Б. Д. Кочневым. В 1987 году сотрудниками этого же института М. Х. Исамиддиновым и А. А. Раимкуловым на вершине цитадели Шуллюктепа были полностью вскрыты остатки замка военного характера, относящихся к VII—VIII веков.
По данным Б. Д. Кочнева, обживание арка начинается с III—IV веков. В V—VI веках шахристан обживался частично, а с VII—VIII веков полностью. С IX в. начинается бурный рост города, складываются рабад, а в X веке рабад перешагнул излучину реки, и после чего площадь города достигает около 220 га. Из Насафа и близлежащих селений под псевдонимом «Насафи», вышли многие средневековые ученые, богословы, и представили разных других наук которые сыграли выдающуюся роль в развитии духовной культуры и науки Мавераннахра.